# Бойтелсбах
Бойтелсбах (на немски: Beutelsbach) е община в Долна Бавария, Германия с площ 20,39 km² и 1131 жители (към 31 декември 2013). Намира се на ок. 33 км западно от Пасау.